# Ozonia (wasmiddel)

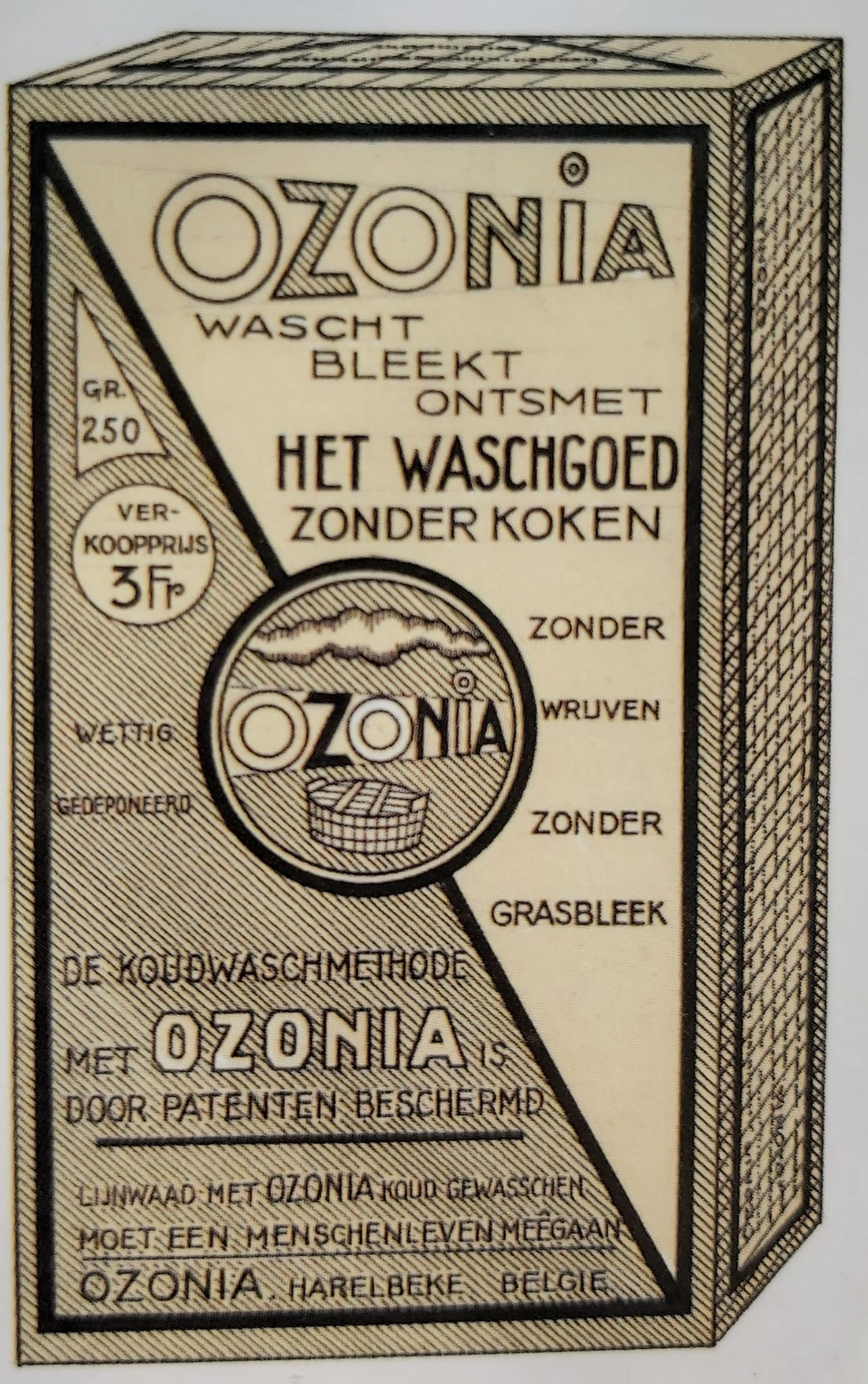
Een pakje Ozonia-waspoeder van 250 gr met (centraal) het logo. Tot op heden geen pakje teruggevonden. (archief familie Steverlynck, Kortrijk)

Ozonia was een ‘revolutionair’ wasmiddel uit het interbellum in de regio Kortrijk. Dit zelfwerkend waspoeder werd door de West-Vlaamse textielscheikundige industrieel Baldewijn Steverlynck in het begin van de jaren 1930 in de handel gebracht. Verbonden aan deze lancering zat een wasmethode die verspreid werd via diverse reclamecampagnes. Dit nieuwe wasmiddel zou totaal onschadelijk zijn voor het wasgoed wat een oplossing bracht voor de toen agressieve behandelingstechnieken van de industriële wasserijen.                                                        

## Economische achtergrond[1][2]

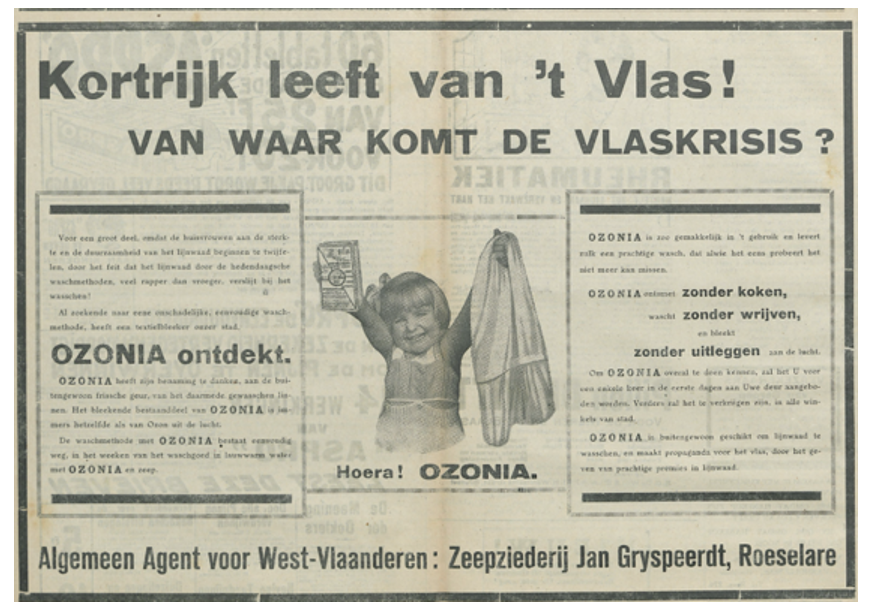
Advertentie uit Het Kortrijkse Volk, 22 februari 1931 (Stadsbibliotheek, Kortrijk) Het jeugdige kind in het midden is de dochter van Steverlynck, Hilda (Kortrijk 1927 - Antwerpen 1997)

De vlasnijverheid zat midden in een crisis. De Verdedigings Komiteit der Vlasnijverheid was naarstig op zoek naar een oplossing voor de aggresieve behandelingstechnieken van wasgoed van de industriële wasserijen die de kledij van de mensen beschadigden. Daarnaast dreigde de vlasnijverheid volledig te verdwijnen in de loop van de jaren 1930. Katoen won enorm aan populariteit en was aanzienlijk goedkoper dan linnen. Het linnen zou veel van zijn oorspronkelijke sterkte kwijt zijn (alhoewel steeds ontkend). De vraag naar snelle wastechnieken steeg wat tot dan alleen maar enorme schade bracht aan linnen. Daar bovenop bezuinigden veel gezinnen massaal in de steden. En als kers op de taart maakte de Sovjet-Unie een comeback als vlasproducent.
Al deze omstandigheden zorgden voor massale campagnes van de Verdedigings Komiteit der Vlasnijverheid om de vlas opnieuw in eer te herstellen en de vlasnijverheid te stimuleren. De krantenkoppen van Zuid-West-Vlaanderen luidden als volgt: “Als ’t vlas gaat, alles gaat!” en “Als ’t lijnwaad gaat, ook ’t vlas gaat!”. Helaas had de vlascrisis België vanaf 1929 volledig in de ban. 

## Ozonia als redding?[1][2]

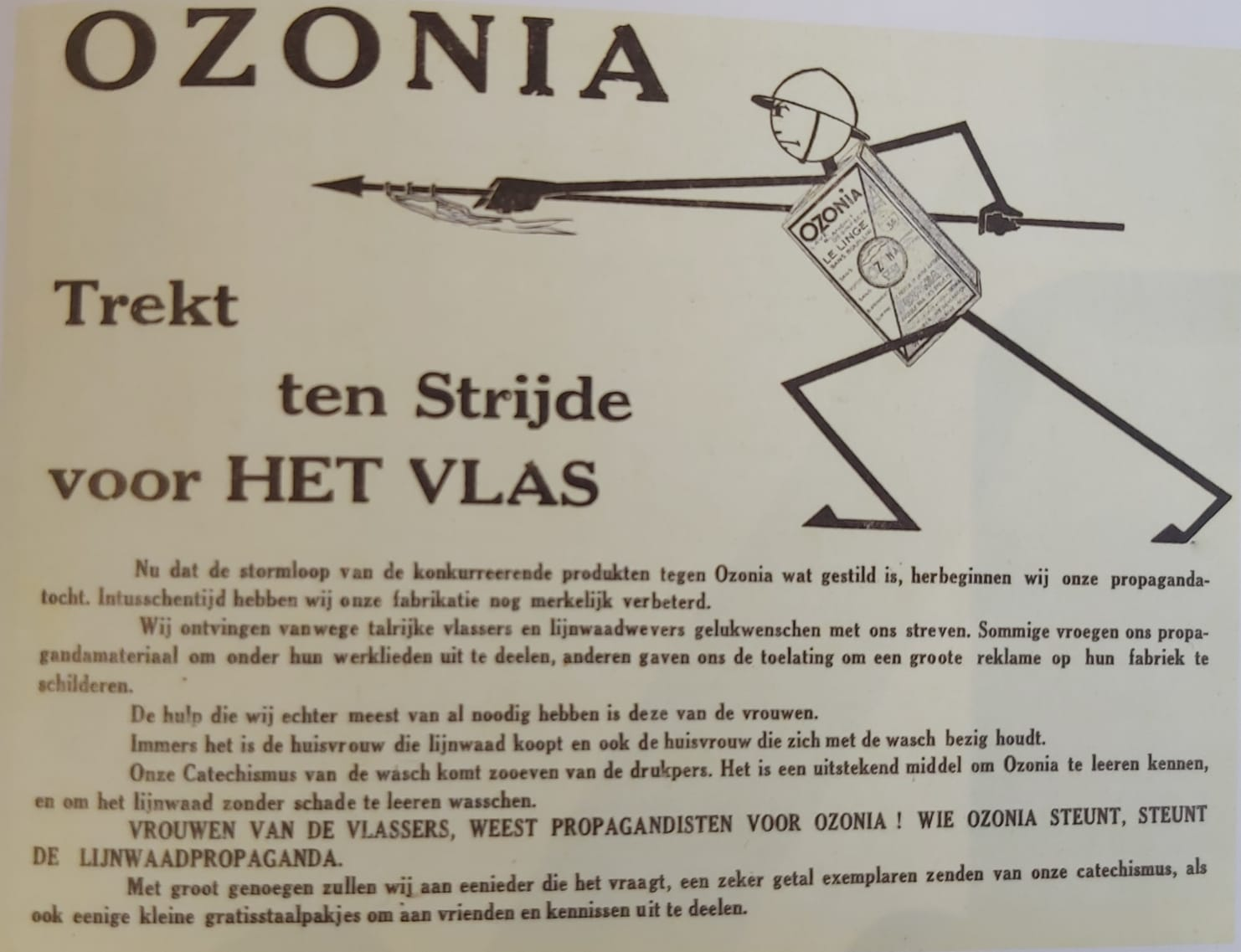
"Ozonia trekt ten strijde voor het vlas" (Het Kortrijkse Volk, 1 maart 1931) (Stadsbibliotheek, Kortrijk)

De nieuwe wasmethode met Ozonia geproduceerd door Baldewijn Steverlynck, een West-Vlaamse textielscheikundige industrieel, kwam als geroepen. Het product werd voornamelijk geproduceerd in de Groenighe Blekerij en Ververij van de gebroeders Karel en Baldewijn Steverlynck te Kortrijk na een periode van vier jaar te Harelbeke. Huisvrouwen konden de was weer gewoon thuis doen met minieme verstoring in het huishouden en minieme benodigdheden. Deze methode met Ozonia was zowel kostenbesparend als energiebesparend en in volle crisistijd is dat net wat ze nodig hadden. Bovendien verzekerde Ozonia dat lijnwaad, katoen en kunstzijde zonder noemenswaardige slijtage een groot aantal wasbeurten konden doorstaan. Op deze manier kon kledij weer een generatie meegaan zonder slijtage. Op de verpakking stond dan ook vermeld: “Lijnwaad met Ozonia koud gewasschen moet een menschenleven meegaan.”. Al dit zorgde ervoor dat Baldewijn eigenhandig de crisis van het lijnwaad terugschroefde. Helaas was dit niet van lange duur.  

## Nieuwe wasmethode[1]

### Zonder Ozonia
In de blekerijen en wasserijen werd er gebruik gemaakt van wastechnieken en bepaalde grondstoffen die schade toebrachten aan het linnen. Het wasgoed werd gekookt met soda in hard water met weinig zeep. Het bleken gebeurde met chloorafgevende producten. Dit in combinatie met vaak ruwe mechanische behandelingen zorgde voor ingrijpende en blijvende schade aan het wasgoed. Dit kon gaan van verkleuring (van hagelblank naar grauwwit of geel) of een verdunning van het weefsel. Soms vormden zich veel kleine gaatjes in het wasgoed.

### Met Ozonia

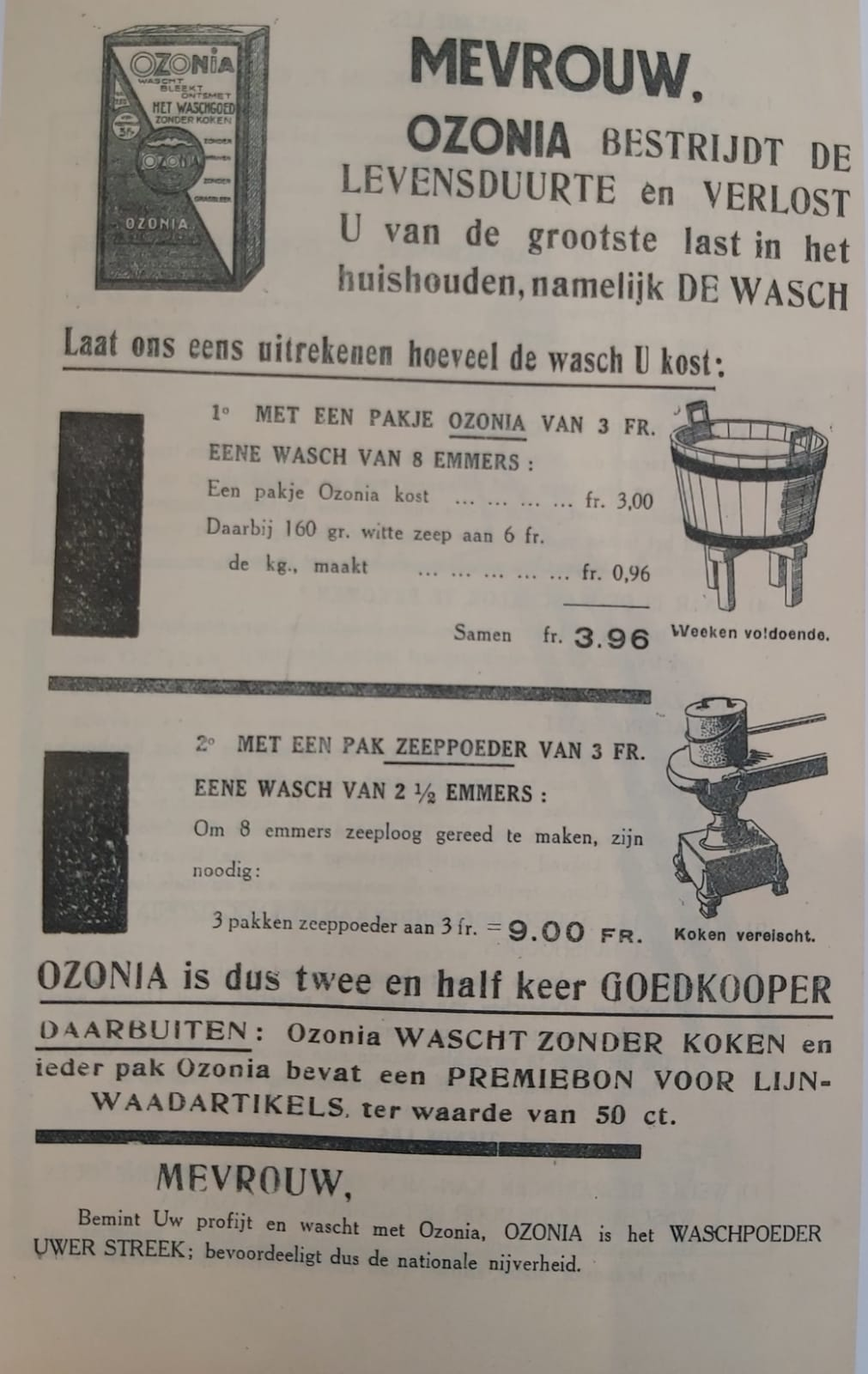
Ozonia - meer kwaliteit en comfort voor minder geld (Het Kortrijkse Volk, 24 januari 1932) (Stadsbibliotheek Kortrijk)

De nieuwe wasmethode werd ook wel de ‘koudwasmethode’ genoemd en maakte het koken van de was overbodig. Slechts 50 à 60 graden volstond in alle weersomstandigheden. Om deze reden kon de was weer gewoon thuis in een houten ton/bad worden gewassen zonder wrijven, zonder grasbleek en met weinig fysieke inspanning.
De eerste stap bestond erin het vuil linnen, stuk per stuk, in een lauw sop (50 à 60 graden) onder te dompelen. Bij de bereiding van dit sop moest men per emmer water één platgevulde soeplepel Ozonia toevoegen in de waskuip. Anders gezegd, per 10 liter water had met 10 gram Ozonia waspoeder nodig). Op deze manier werd alle kalkzouten uit het gebruikte pomp- of leidingwater opgelost. Dit door de natriumcarbonaatfractie van het waspoeder dat reageert met het natriumhydroxide (gevormd door oplossing van het natriumperoxide). Daarna loste men 40 gram bruine zeep of 20 gram witte zeep op in wat warm water en roerde men vervolgens alles goed dooreen. Cruciaal was dat Ozonia eerst werd opgelost alvorens de zeep werd toegevoegd. Het waspoeder mocht nooit onopgelost in contact komen met het wasgoed. Vervolgens werd de houten kuip afgedekt met een houten deksel of een oud deken. Op deze manier zou de temperatuur van het wassop langzaam dalen. Wenselijk was om het wasgoed de hele nacht in het lauwe zeepsop de laten weken en pas de volgende ochtend nog wat heet water aan toe te voegen.
De volgende dag haalde men het wasgoed uit het sop stuk na stuk. De meest hardnekkig vlekken konden nog eens met de hand worden bewerkt.
De tweede stap van de koudwasmethode schreef voor het linnen uit te wringen of te laten uitdruppelen. Vervolgens gedurende nog een nacht in een lauw waterbad onderdompelen waarin per 10 liter water, 20 gram Ozonia werd toegevoegd en 20 gram witte zeep die voorafgaand in kokend water werd opgelost. Na deze tweede nacht werden de stukken uitgewrongen, gespoeld, gesteven en gedroogd. Deze tweede nacht is nodig zodat de natriumperoxide zijn blekende en ontsmettende eigenschappen volop kan tentoonspreiden.

## Reclame[1][2]

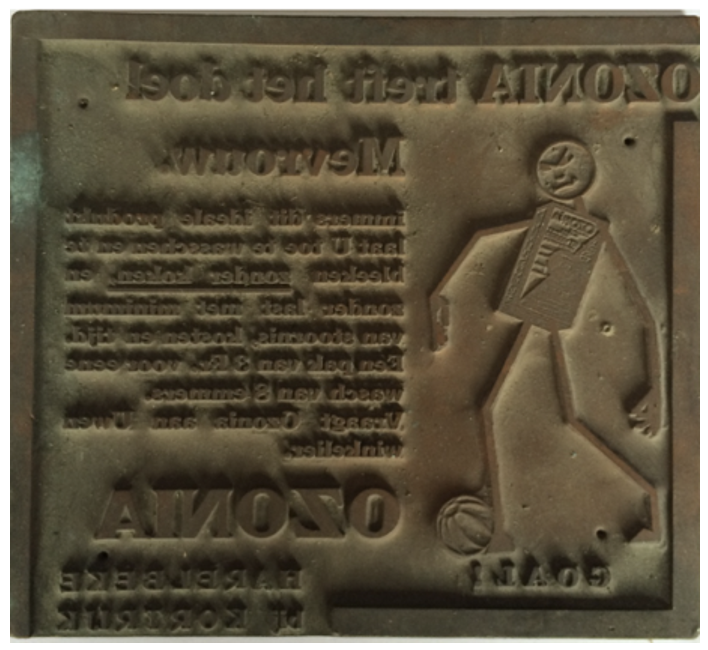
Stempel voor pamfletten Ozonia (archief familie Steverlynck, Kortrijk)

De eerste pakjes en dozen Ozonia-waspoeder doken in de tweede helft van de februari 1931 voor het eerst op in de kruidenierszaken van Kortrijk en omstreken. Baldewijn Steverlynck slaagde erin zijn waspoeder en proces zeer professioneel en op tal van manieren tot bij de bevolking kenbaar te maken en aan te bevelen. Dit via pamfletten, kleurrijke plakbrieven, grappige advertenties, artikels in dag- en weekbladen, brochures, folders, vliegende blaadjes, gedichten en verzen, wasdemonstraties in onderwijsinstellingen, kostscholen en kloosters, en huis-aan-huisbedeling van gratis stalen, … Dit allen tegelijkertijd in zowel Vlaanderen en Brussel als in Wallonië.

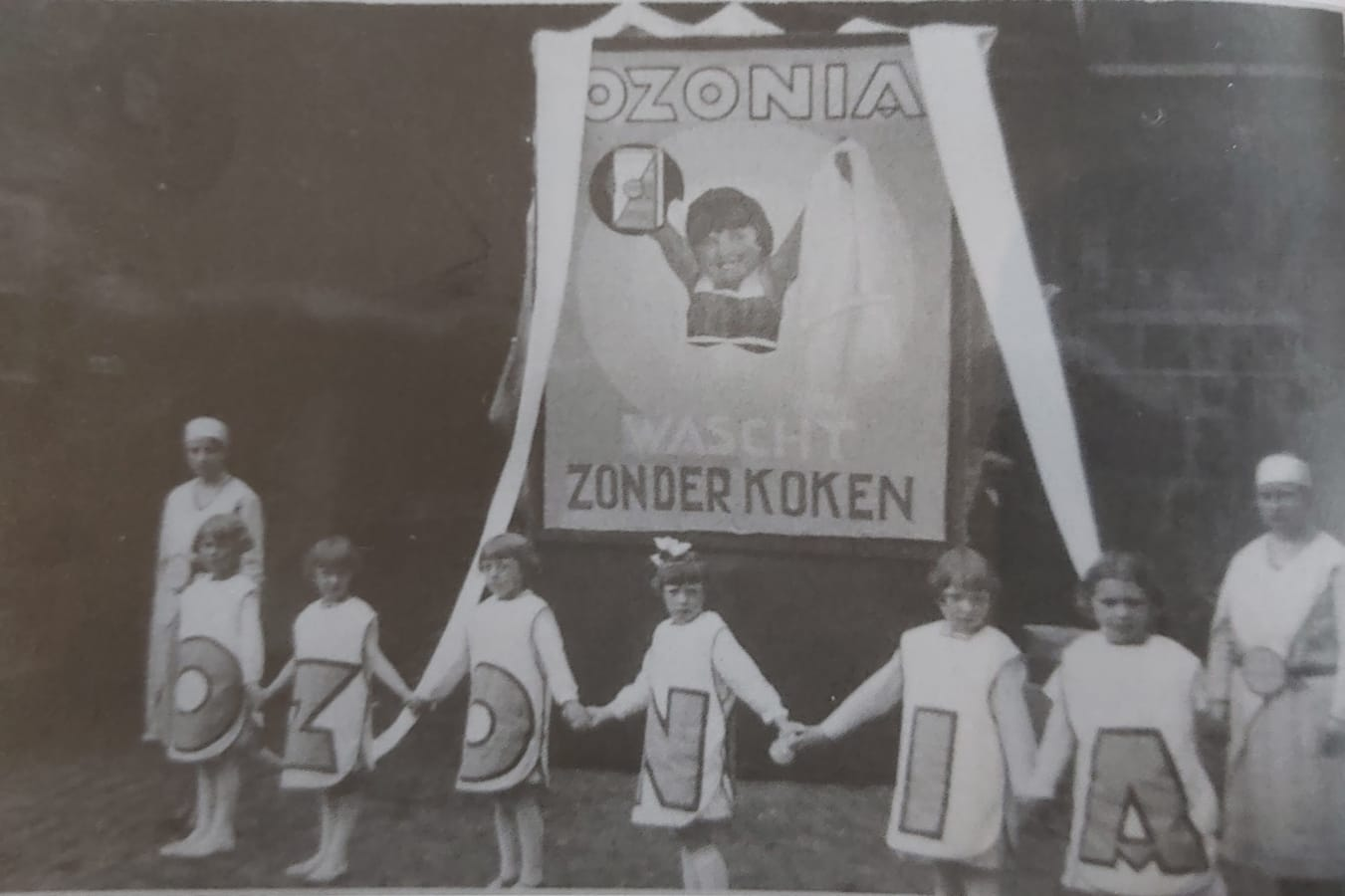
Ozonia-hostessen maken zich klaar voor deelname aan een stoet in Kortrijk (archief familie Steverlynck, Kortrijk)

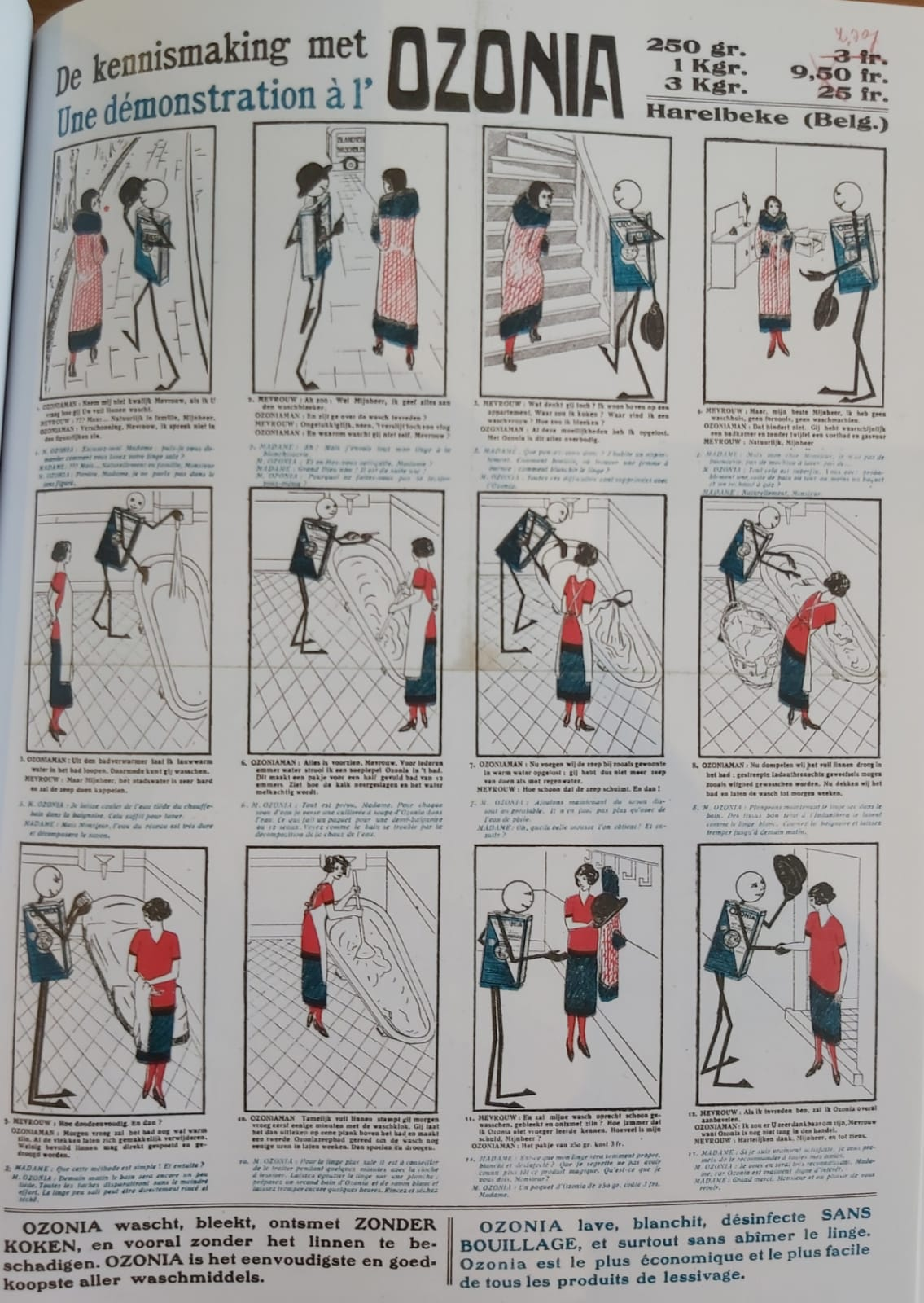
Volledig - Kennismaking met Ozonia - Une démonstration à l'Ozonia (reclamefolder) (archief familie Steverlynck, Kortrijk)

In januari en februari 1931 publiceerde Baldewijn Steverlynck een uitgebreide beschrijving van de koudwasmethode in 'Het Vlas'. De nieuwe manier van wassen kwam ook uitvoerig aan bod in een geïllustreerde brochure over het lijnwaad, Ozonia en de koudwasmethode. Een tweede brochure, getiteld "Catechismus van de Wasch in 10 lessen met vragen en antwoorden", bevatte raadgevingen en tips voor Ozonia-gebruikers. Deze was in twee landstalen verkrijgbaar: Nederlands en Frans. De tien lessen wisselden af met keurig opgestelde en geïllustreerde advertenties die de verdiensten en talloze voordelen van het gebruik van Ozonia in de kijker plaatsen en tegelijkertijd propaganda maakten voor het lijnwaad en de vlasnijverheid. De nationale en regionale gevoelens van de lezer werden aangewakkerd met zinnen zoals: “Bemint Uw profijt en wascht met Ozonia, Ozonia is het WASPOEDER UWER STREEK; bevoordeeligt dus de nationale nijverheid”, “Het is voor U mevrouw, een nationale plicht, lijnwaad te gebruiken; gij zult er, te meer, groote voldoening in vinden”, “Ozonia, uitgevonden en in de handel gebracht door landgenooten tot bescherming van het lijnwaad, trekt ten strijde tegen ’t duur leven en tegen de slechte waschmethoden”.
Steverlynck wilde echt de markt veroveren met zijn nieuwe product en kosten noch moeite werden gespaard. Zo kreeg elke werknemer van de Groeninghe ververij gratis een staal van een halve kg van het wasmiddel. Ook maakte Baldewijn gebruik van bonnen voor een gratis pakje Ozonia-waspoeder en advertenties met korte dialogen die Ozonia promoten. Hij lanceert een luchtballon met reclame op van Ozonia, laat kinderen meewandelen in een stoet met reclame op van Ozonia en gebruikt zijn eigen kinderen op de reclamefolders, hij vervaardigt een stempel waardoor massaal pamfletten gedrukt kunnen worden enzovoort.

### Het Wasmannetje
Als centraal figuurtje om het nieuwe wasmiddel te promoten wordt een mannetje ontworpen, waarvan het lijfje bestaat uit een doos Ozonia waspoeder, eveneens met blauw als hoofdkleur. Vaak zie je hem afgebeeld met een speer. Hij trekt ten strijde om overal het gebruik van linnen aan te moedigen, linnen dat gemakkelijk te wassen is met Ozonia. Hij spreekt de huisvrouwen aan en overtuigt hen van de gemakkelijke en voordelige wasprocedure. In een ‘catechismus’ legt hij de methode om te wassen uit. Vaak komen er ook rijmpjes bij te pas. 

## Teloorgang
Ozonia-waspoeder bleef niet lang op de markt. Concurrentie van enkele bekende buitenlandse bedrijven die al jaren eerder met gelijkaardige schoonmaakartikelen en wasproducten op de West-Europese markt kwamen, lagen vermoedelijk aan de basis van het relatief korte bestaan van Ozonia. Voorbeelden van deze multinationals zijn Henkel met Persil en Unilever met Sunlight. Door tegenvallende verkoopcijfers haakten vertegenwoordigers en aandeelhouders van Ozonia al in 1931-1932 af. Tot januari 1933 waren Ernest Vanherpe en Justin Houdmont nog aandeelhouders van de maatschappij Ozonia. Na overleg werd al de apparatuur nodig voor de productie en het inpakken van het waspoeder gebruikt in de Banmolens van Harelbeke weggehaald en overgebracht naar lokalen van de familie Steverlynck in de Julien Liebaertlaan (huidige Minister Liebaertlaan) te Kortrijk. De financiële toestand van Ozonia kelderde en in 1938 kwam een definitief einde aan het Ozoniaproject. Sinds 1935 werd Persil ook in België vervaardigd.